# Riccardo Giovannini
Riccardo Giovannini (Roma, 14 de marzo de 2003) es un deportista italiano que compite en saltos.
En los Juegos Europeos de Cracovia 2023 consiguió dos medallas, plata en plataforma 10 m sincro y bronce en plataforma 10 m. Ganó cuatro medallas en el Campeonato Europeo de Natación, en los años 2021 y 2025.

## Palmarés internacional
| Juegos Europeos    | Juegos Europeos    | Juegos Europeos   | Juegos Europeos              |
| Año                | Lugar              | Medalla           | Prueba                       |
| ------------------ | ------------------ | ----------------- | ---------------------------- |
| 2023               | Rzeszów (Polonia)  | Medalla de plata  | Plataforma 10 m sincro       |
| 2023               | Rzeszów (Polonia)  | Medalla de bronce | Plataforma 10 m              |
| Campeonato Europeo |                    |                   |                              |
| Año                | Lugar              | Medalla           | Prueba                       |
| 2021               | Budapest (Hungría) | Medalla de plata  | Equipo mixto                 |
| 2025               | Antalya (Turquía)  | Medalla de plata  | Plataforma 10 m sincro mixto |
| 2025               | Antalya (Turquía)  | Medalla de bronce | Plataforma 10 m sincro       |
| 2025               | Antalya (Turquía)  | Medalla de bronce | Equipo mixto                 |